# Oelsen (Krölpa)
Oelsen ist ein Ortsteil der Gemeinde Krölpa im thüringischen Saale-Orla-Kreis.

## Geographie
Oelsen liegt etwa zweieinhalb Kilometer südwestlich der Ortslage Krölpa an der Straße von Könitz nach Ranis.

### Nahverkehr
Im öffentlichen Nahverkehr ist Oelsen über die Haltestelle Oelsen mit folgender Linie erreichbar:
- Bus 965 (KomBus): Gräfendorf – Oelsen – Ranis – Krölpa – Pößneck

## Geschichte
Oelsen wurde am 23. Januar 1379 erstmals urkundlich erwähnt. Die Kirche wurde 1806 neu errichtet. Oelsen gehörte bis 1815 zum kursächsischen Amt Arnshaugk und kam nach dessen auf dem Wiener Kongress beschlossenen Abtretung an den preußischen Landkreis Ziegenrück, zu dem der Ort bis 1945 gehörte.
Der Ort wurde am 1. Februar 1974 in die Gemeinde Gräfendorf eingemeindet, welche wiederum am 1. Januar 1997 nach Krölpa eingemeindet wurde.

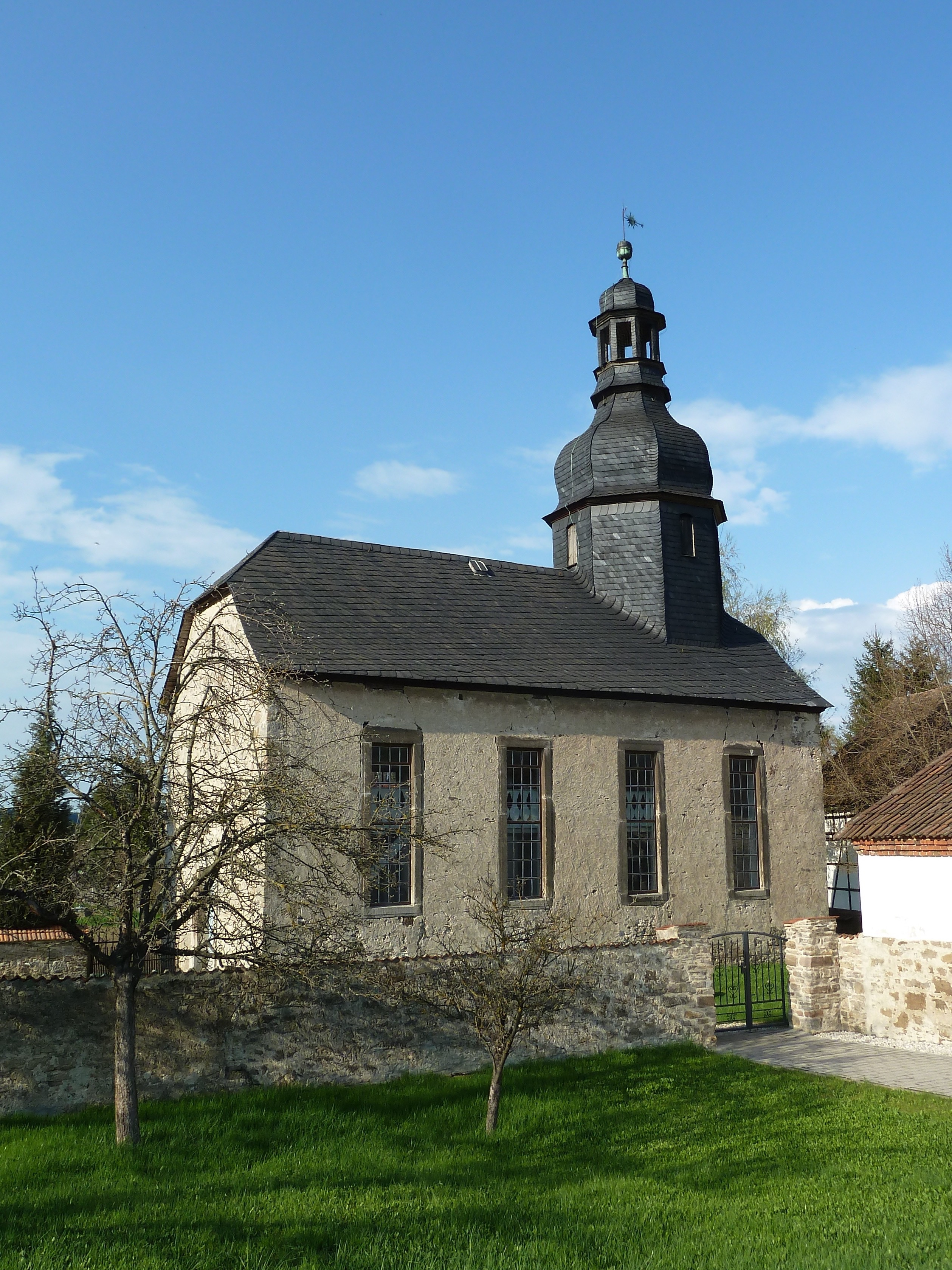
Kirche Sankt Urban in Oelsen

In der Nähe des Ortes liegt der Clythenberg mit dem Clythenloch. In zwei Höhlen fand man eine Vielzahl Kulturhinterlassenschaften, die aus der Altsteinzeit und der Völkerwanderungszeit stammen. Auffallend waren die Knochen vieler Jungtiere. Es soll eine Kultstätte gewesen sein.

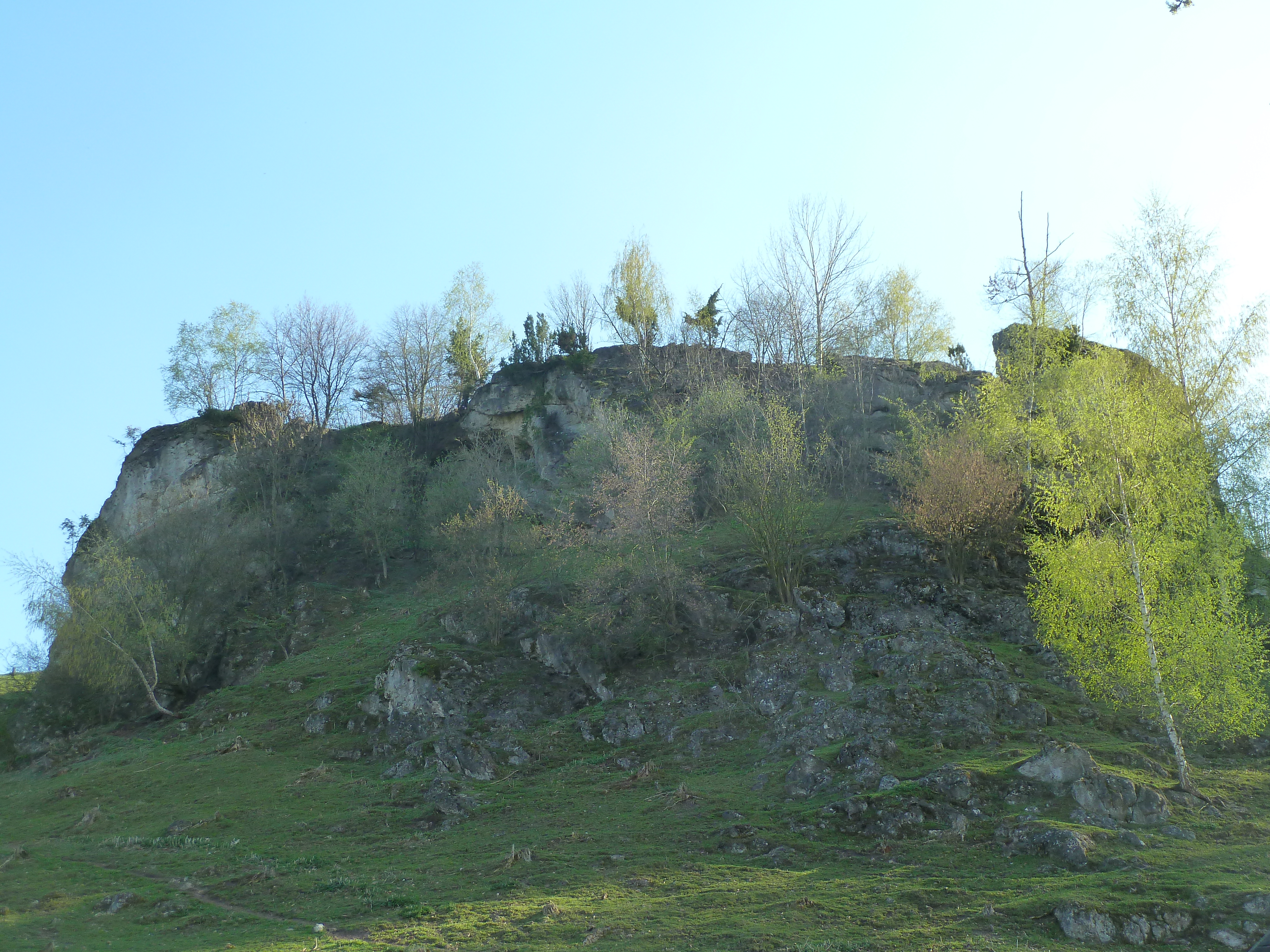
Clythenfelsen

### Einwohnerentwicklung
Die Einwohnerzahl betrug 1933 47 und stieg bis 1939 auf 59 Einwohner an.

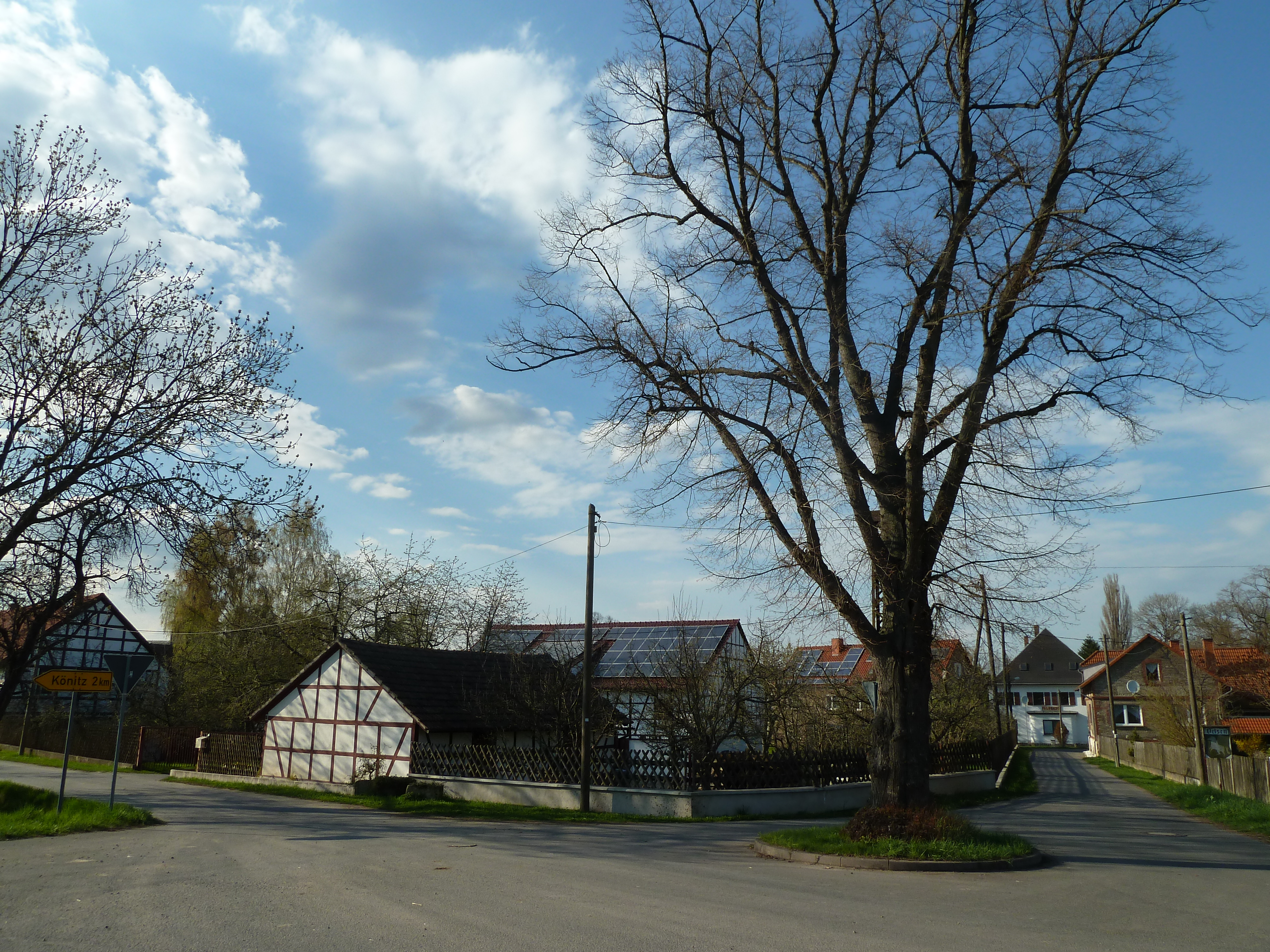
Blick in Richtung Dorfmittelpunkt